# 在ギリシャアメリカ合衆国大使
在ギリシャアメリカ合衆国大使（ざいギリシャアメリカがっしゅうこくたいし、United States Ambassador to Greece）は、ギリシャに派遣されたアメリカ合衆国の大使その他の外交使節団の長を指す。
以下は、歴代の在ギリシャアメリカ合衆国大使の一覧である。

## 歴代大使
| 代 | 氏名                                        | 階級                  | 任命           | 在任期間          | 在任期間           | 備考 |
| 代 | 氏名                                        | 階級                  | 任命           | 信任状奉呈        | 退任               | 備考 |
| -- | ------------------------------------------- | --------------------- | -------------- | ----------------- | ------------------ | --- |
| -  | ニコラス・スミス                            | 弁理公使              |                |                   |                    | 任命されず。 |
| 1  | チャールズ・K・タッカーマン                 | 弁理公使              | 1868年3月11日  | 1868年6月16日     | 1871年11月4日      | 1867年3月8日に指名されたが、上院の承認を得られず。 |
| 2  | ジョン・M・フランシス                       | 弁理公使              | 1871年5月15日  | 1871年11月11日    | 1873年6月25日      | |
| 3  | ジョン・メレディス・リード・ジュニア        | 弁理公使              | 1873年11月7日  | 1874年3月12日     | 1877年1月20日過ぎ  | 上院休会中に任命、1873年12月10日の承認後に再任命。 |
| 4  | ジョン・メレディス・リード・ジュニア        | 代理公使              | 1876年8月15日  | 1877年1月20日過ぎ | 1879年5月22日-24日 | |
| 5  | ユージーン・スカイラー                      | 弁理公使 兼総領事     | 1882年7月7日   | 1883年1月9日      | 1884年10月13日     | |
| 6  | ウォーカー・ファーン                        | 弁理公使 兼総領事     | 1885年4月18日  | 1885年11月30日    | 1889年10月24日     | 上院休会中に任命、1886年1月13日の承認後に再任命。駐ルーマニア公使、駐セルビア公使を兼任。 |
| 7  | A・ラウダン・スノウデン                     | 弁理公使 兼総領事     | 1889年7月1日   | 1889年10月24日    |                    | 上院休会中に任命、1889年12月19日の承認後に再任命。 |
| 8  | A・ラウダン・スノウデン                     | 特命全権公使          | 1891年7月1日   | 1891年11月20日    | 1892年6月2日-17日  | 上院休会中に任命、1891年12月23日の承認後に再任命。 |
| -  | トラクスタン・ビール                        | 特命全権公使          | 1892年7月22日  |                   |                    | この任命の際には着任せず。駐ルーマニア公使、駐セルビア公使を兼任。 |
| 9  | トラクスタン・ビール                        | 弁理公使 兼総領事     | 1892年7月27日  | 1892年11月17日    | 1893年4月9日       | 駐ルーマニア公使、駐セルビア公使を兼任。 |
| 10 | トラクスタン・ビール                        | 特命全権公使 兼総領事 | 1893年3月3日   | 1892年11月17日    | 1893年4月9日       | この任命の際に就任宣誓をしたが、信任状捧呈の記録なし。駐ルーマニア公使、駐セルビア公使を兼任。 |
| 11 | エベン・アレグザンダー                      | 特命全権公使 兼総領事 | 1893年4月7日   | 1893年6月13日     | 1897年8月1日       | 駐ルーマニア公使、駐セルビア公使を兼任。 |
| 12 | ウィリアム・ウッドヴィル・ロックヒル        | 特命全権公使 兼総領事 | 1897年7月8日   | 1897年9月25日     |                    | 駐ルーマニア公使、駐セルビア公使を兼任。 |
| 13 | ウィリアム・ウッドヴィル・ロックヒル        | 特命全権公使          | 1898年5月25日  |                   | 1899年4月27日      | 駐ルーマニア公使、駐セルビア公使を兼任。 |
| 14 | アーサー・シャーバーン・ハーディ            | 特命全権公使          | 1899年4月18日  | 1899年10月30日    | 1901年1月25日      | 上院休会中に任命、1899年12月14日の承認後に再任命。駐ルーマニア公使、駐セルビア公使を兼任。 |
| 15 | チャールズ・スペンサー・フランシス          | 特命全権公使          | 1900年12月20日 | 1901年3月2日      | 1902年12月24日     | 駐ルーマニア公使、駐セルビア公使を兼任。 |
| -  | ヘンリー・L・ウィルソン                     | 特命全権公使          | 1902年10月13日 |                   |                    | 上院休会中に任命、同時に駐ルーマニア公使、駐セルビア公使に任命されたが、着任を辞退。 |
| 16 | ジョン・B・ジャクソン                       | 特命全権公使          | 1902年10月13日 | 1902年12月24日    |                    | 上院休会中に任命、1902年12月8日の承認後に再任命。駐ルーマニア、セルビア公使を兼任。 |
| 17 | ジョン・B・ジャクソン                       | 特命全権公使          | 1903年6月5日   |                   |                    | 上院休会中に任命、1903年12月16日の承認後に再任命。駐ルーマニア、セルビア公使、駐ブルガリア外交使節を兼任。 |
| 18 | ジョン・B・ジャクソン                       | 特命全権公使          | 1905年3月8日   |                   | 1907年10月19日     | 駐モンテネグロ公使、駐ブルガリア外交使節を兼任。 |
| 19 | リッチモンド・ピアソン                      | 特命全権公使          | 1907年7月1日   | 1907年12月23日    | 1909年6月29日      | 上院休会中に任命、1907年12月16日の承認後に再任命。駐モンテネグロ公使を兼任。 |
| 20 | ジョージ・H・モウズィズ                     | 特命全権公使          | 1909年4月5日   | 1909年7月5日      | 1912年9月30日      | 駐モンテネグロ公使を兼任。 |
| 21 | ジェイコブ・グールド・シャーマン            | 特命全権公使          | 1912年8月16日  | 1912年10月17日    | 1913年8月18日      | 駐モンテネグロ公使を兼任。 |
| 22 | ジョージ・フレッド・ウィリアムズ            | 特命全権公使          | 1913年12月22日 | 1914年2月2日      | 1914年9月28日      | 駐モンテネグロ公使を兼任。 |
| 23 | ギャレット・ドロッパーズ                    | 特命全権公使          | 1914年8月5日   | 1914年10月9日     | 1920年4月16日      | 駐モンテネグロ公使を兼任。 |
| 24 | エドワード・キャップス                      | 特命全権公使          | 1920年6月18日  | 1920年10月11日    | 1921年3月4日       | 上院休会中に任命。同時に駐モンテネグロ公使に任命されるが、着任せず。 1921年から1924年にかけて、以下の者が臨時代理公使を務めた。ジェファソン・キャフェリー（1922年2月-1923年5月）、レイ・アサートン（1923年5月-1924年6月）。この間米国は、ギリシャを国家として承認していなかった。 |
| 25 | アーウィン・B・ラフリン                     | 特命全権公使          | 1926年3月24日  | 1924年6月14日     | 1926年3月12日      | |
| 26 | ロバート・P・スキナー                       | 特命全権公使          | 1926年7月3日   | 1926年12月11日    | 1932年1月7日       | |
| -  | ロデリック・ナサニエル・マトソン            | 特命全権公使          |                |                   |                    | 任命されず。 |
| 27 | リンカン・マクヴェーグ                      | 特命全権公使          | 1933年6月13日  | 1933年9月22日     | 1941年6月5日       | 1936年1月4日、君主制の復活に伴い、新たな信任状を捧呈された。アテネの公使館が閉鎖された1941年7月14日、レズリー・E・リードが臨時代理公使に就いた。 |
| 28 | アンソニー・J・ドレクセル・ビドル・ジュニア | 特命全権公使          | 1941年11月13日 | 1941年11月28日    |                    | 亡命政府の所在地であるイギリスのロンドンに居住。ベルギー、チェコスロヴァキア、ルクセンブルク、オランダ、ノルウェー、ポーランド、ユーゴスラヴィアの公使を兼任。 |
| 29 | アンソニー・J・ドレクセル・ビドル・ジュニア | 特命全権大使          | 1942年9月29日  | 1942年10月30日    | 1943年3月16日      | 亡命政府の所在地であるイギリスのロンドンに居住。ベルギー、チェコスロヴァキア、ルクセンブルク、オランダ、ノルウェー、ポーランド、ユーゴスラヴィアの公使を兼任。 |
| 30 | アレグザンダー・C・カーク                   | 特命全権大使          | 1943年6月4日   | 1943年6月15日     | 1943年11月25日     | 着任当初は、亡命政府の所在地であるエジプトのカイロに居住。駐エジプト公使、駐サウディ・アラビア公使を兼任。 |
| 31 | リンカン・マクヴェーグ                      | 特命全権大使          | 1943年11月12日 | 1943年12月1日     | 1947年10月11日     | 着任当初は、亡命政府の所在地であるエジプトのカイロに居住。1944年10月27日にアテネ入りした。駐ユーゴスラヴィア公使を兼任。 |
| 32 | ヘンリー・F・グレイディ                     | 特命全権大使          | 1948年6月2日   | 1948年7月23日     | 1950年6月28日      | |
| 33 | ジョン・E・ピューリフォイ                   | 特命全権大使          | 1950年7月29日  | 1950年9月25日     | 1953年8月9日       | |
| 34 | キャヴェンディッシュ・W・キャノン           | 特命全権大使          | 1953年7月28日  | 1953年9月2日      | 1956年7月28日      | |
| 35 | ジョージ・V・アレン                         | 特命全権大使          | 1956年7月26日  | 1956年10月12日    | 1957年11月13日     | |
| -  | ジェイムズ・W・リドルバーガー               | 特命全権大使          | 1957年12月10日 |                   |                    | 上院休会中に任命、着任せず。 |
| 36 | ジェイムズ・W・リドルバーガー               | 特命全権大使          | 1958年2月5日   | 1958年3月4日      | 1959年5月20日      | |
| 37 | エリス・O・ブリッグズ                       | 特命全権大使          | 1959年4月8日   | 1959年7月15日     | 1962年2月1日       | |
| 38 | ヘンリー・リチャードソン・ラブイス          | 特命全権大使          | 1961年12月15日 | 1962年3月7日      | 1965年5月8日       | 上院休会中に任命、1962年1月30日の承認後に再任命。 |
| 39 | フィリップス・タルボット                    | 特命全権大使          | 1965年9月1日   | 1965年10月11日    | 1969年1月20日      | |
| 40 | ヘリー・J・タスカ                           | 特命全権大使          | 1969年12月20日 | 1970年1月15日     | 1974年9月16日      | |
| 41 | ジャック・B・クビッシュ                     | 特命全権大使          | 1974年8月23日  | 1974年9月26日     | 1977年7月19日      | |
| -  | ウィリアム・E・シャフリ・ジュニア           | 特命全権大使          | 1977年7月14日  |                   |                    | 着任せず。1977年7月から1978年3月まで、ホーソーン・Q・ミルズが臨時代理公使を務めた。 |
| 42 | ロバート・J・マクロスキー                   | 特命全権大使          | 1978年3月9日   | 1978年3月16日     | 1981年6月27日      | |
| 43 | モンティーグル・スターンズ                  | 特命全権大使          | 1981年7月27日  | 1981年9月2日      | 1985年9月21日      | |
| 44 | ロバート・ヴォスラー・キーリー              | 特命全権大使          | 1985年8月1日   | 1985年10月14日    | 1989年7月17日      | |
| -  | ジェイムズ・E・グッバイ                     | 特命全権大使          |                |                   |                    | 指名は上院の決定を受けず。のち、休会中の任命を辞退。 |
| 45 | Michael G. Sotirhos                         | 特命全権大使          | 1989年8月7日   | 1989年10月6日     | 1993年1月30日      | |
| 46 | トマス・M・T・ナイルズ                      | 特命全権大使          | 1993年10月8日  | 1993年11月8日     | 1997年9月27日      | |
| 47 | R・ニコラス・バーンズ                       | 特命全権大使          | 1997年11月4日  | 1997年12月22日    | 2001年7月29日      | |
| 48 | トマス・J・ミラー                           | 特命全権大使          | 2001年8月3日   | 2001年10月8日     | 2004年12月23日     | |
| 49 | チャールズ・P・ライズ                       | 特命全権大使          | 2004年7月2日   | 2005年1月11日     | 2007年1月14日      | |
| 50 | ダニエル・V・スペックハード                 | 特命全権大使          | 2007年10月29日 | 2007年11月29日    | 現職               | |